# Chrysogorgia herdendorfi
Chrysogorgia herdendorfi är en korallart som beskrevs av Stephen D. Cairns 200. Chrysogorgia herdendorfi ingår i släktet Chrysogorgia och familjen Chrysogorgiidae. Inga underarter finns listade i Catalogue of Life.